# 게임스컴
게임스컴(Gamescom)은 독일 노르트라인베스트팔렌주 쾰른의 퀼른메세에서 매년 개최되는 비디오 게임 전용 견본시 전시회이다. 게임스 컨벤션을 대체하는 행사로서 2009년에 시작했으며, 본래 독일연방인터랙티브엔터테인먼트소프트웨어협회(BIU)가 주재하다가 2018년부터 game – Verband der deutschen Games-Branche가 오늘날까지 운영중이다. 다양한 비디오 게임 개발사들이 발매 예정 게임과 관련 기기를 전시한다.
게임스컴은 2018년 기준 전세계 최다방문자의 행사로 그 해 56개국에서 1037종 전시자가 참가했으며 37만 명이 방문했다. 2019년 5월, 쾰른메세는 싱가포르관광청과 협력해 게임스컴 아시아라는 이름으로 아시아 지역에 확장하겠다고 발표했다. 2020년 10월에 선텍시티에서 개최될 예정이었으나 코로나19 범유행로 연기됐으며 2021년에 복합행사로 변경했다. 게임스컴 아시아는 2022년에 실질참여 행사로 복귀했다.

## 주관
게임스컴은 독일연방인터랙티브엔터테인먼트소프트웨어협회(BIU, 독일어: bundesverband für interaktive unterhaltungssoftware)에서 주관한다.

## 역사
게임스컴은 2002년 ‘게임컨벤션’(Game Convention)이라는 이름으로 독일의 라이프치히에서 처음으로 개최됐다. 이후 2008년까지 라이프치히에서 개최되었지만, 라이프치히가 일반 관람객들이 찾아오기에는 접근성이 떨어지고 유럽 주요 게임사들의 참가가 힘들다는 이유로 2009년부터 독일 쾰른으로 개최장소를 변경했다. 개최지 변경 이후 게임스컴은 대도시인 쾰른의 인프라를 적극 활용해 단숨에 유럽 최대의 게임쇼로 자리잡았다.
이후 라이프치히에는 2009년 이후 온라인 게임 및 모바일 게임을 주로 전시하는 ‘게임 컨벤션 온라인’(GCO, Game Convention Online)이 개최되었지만 흥행 실패로 2010년 이후에는 열리지 않고 있다.

## 구성
게임스컴은 비즈니스 관계자들이 중심이 되는 E3와는 다르게 일반 유저들의 체험 위주의 행사 구성을 보여준다. 그렇기 때문에 일반 관람객들의 참여가 굉장히 활발하다. 게임사들도 일반적으로는 E3에서 먼저 신작을 공개한 이후 게임스컴에서 신작의 ‘체험버전’을 최초로 공개하는 형태로 게임을 홍보한다.
유럽 최대규모의 게임쇼로 자리잡은 만큼 게임스컴은 유럽시장의 흐름을 파악하기 위한 교두보로서의 역할로도 주목을 받는다. 소니 컴퓨터 엔터테인먼트와 마이크로소프트, EA 같은 대형 게임사들의 참여가 활발하며, 유럽 유저의 성향에 맞춰 온라인 게임보다는 콘솔 게임 위주로 전시되는 것도 특징이다.
게임스컴이라는 이름으로 행사를 시작한 2009년 이후에는 국제 게임 개발자 컨퍼런스인 GDC유럽(Game Developers Conference Europe)과도 연계해 진행하고 있다.

## 참조

### 주해

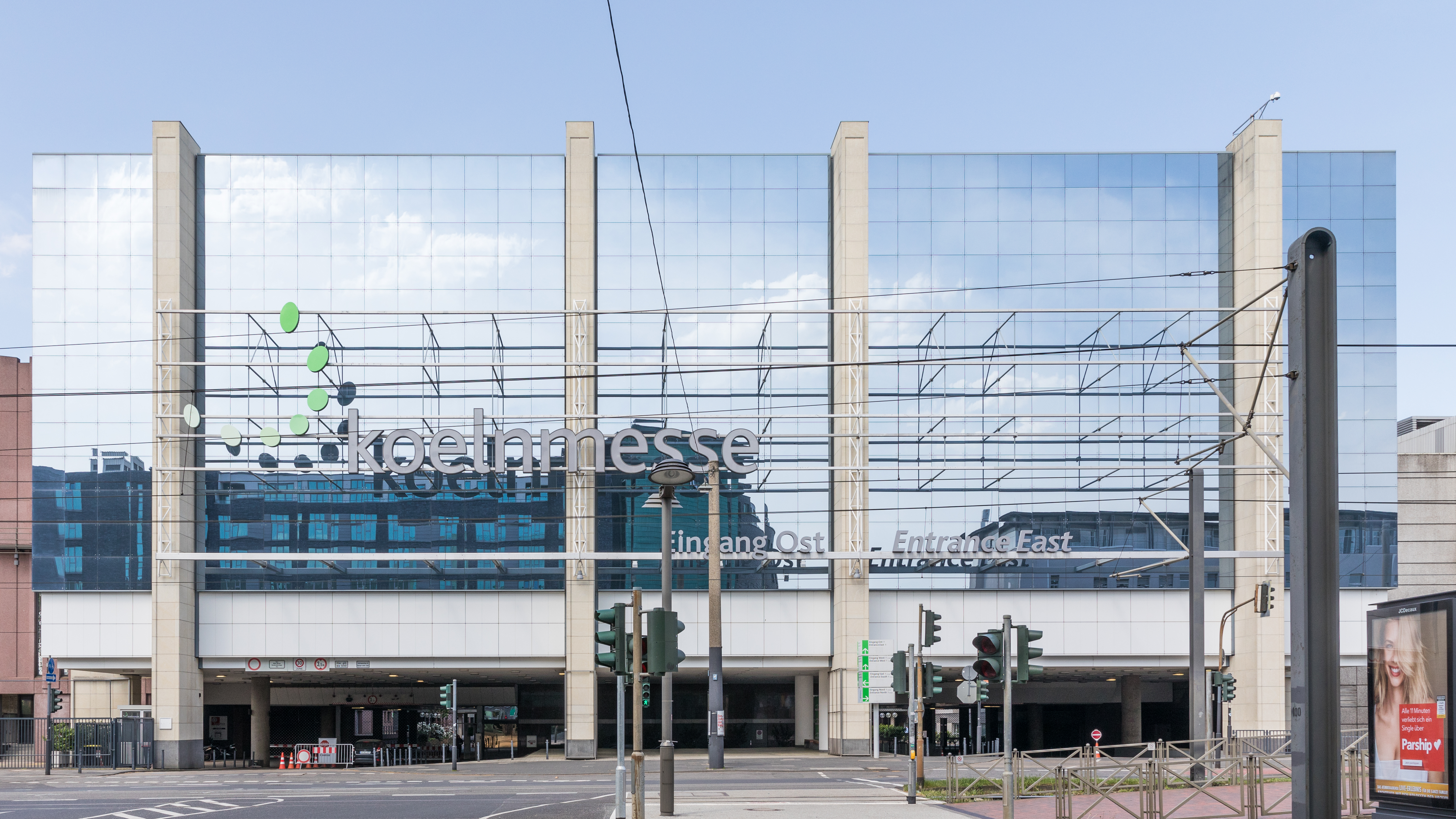

1. ↑  "gamescom"으로 표기

## 같이 보기
- 지스타
- 일렉트로닉 엔터테인먼트 엑스포
- 도쿄 게임 쇼